# Palesztina az 1996. évi nyári olimpiai játékokon
Palesztina az egyesült államokbeli Atlantában megrendezett 1996. évi nyári olimpiai játékok egyik részt vevő nemzete volt. Az országot az olimpián 1 sportágban 1 sportoló képviselte, aki érmet nem szerzett. Palesztina első alkalommal vett részt az olimpiai játékokon.

## Atlétika
| Versenyző           | Versenyszám | Előfutam | Előfutam | Előfutam | Döntő   | Döntő    |
| Versenyző           | Versenyszám | Idő      | Hely.    | Össz.    | Idő     | Helyezés |
| ------------------- | ----------- | -------- | -------- | -------- | ------- | -------- |
| Mádzsed Abu Maráhíl | 10 000 m    | 34:40,50 | 21.      | 42.      | kiesett | kiesett  |